# متئو گوچی
متئو گوچی معمار و مجسمه‌ساز اهل پادشاهی لهستان بود.
او که اصالتی ایتالیایی داشت کنیسه کهن کراکوف در محله کاژیمیرش را ترمیم کرد و احتمالاً در ساخت دژ واول هم مشارکت داشت. برادر او با نام سانتی گوچی هم معمار و مجسمه‌ساز بود و در لهستان کار می‌کرد.